# Dorvillea angolana
Dorvillea angolana är en ringmaskart som först beskrevs av Augener 1918.  Dorvillea angolana ingår i släktet Dorvillea och familjen Dorvilleidae.
Artens utbredningsområde är Röda havet. Inga underarter finns listade i Catalogue of Life.